# Marele Jake
Marele Jake (în engleză Big Jake) este un film western american Technicolor din 1971. Ultimul film al regizorului George Sherman⁠(d), îi are în rolurile principale pe John Wayne, Richard Boone⁠(d) și Maureen O'Hara.  A încasat 7,5 milioane de dolari în Statele Unite, devenind unul dintre cele mai de succes filme ale anului 1971. În rolurile secundare apar Patrick Wayne, Christopher Mitchum, Glenn Corbett, Jim Davis, John Agar, Harry Carey Jr. și Hank Worden.

## Rezumat
În 1909, în apropiere de granița dintre Mexic și Statele Unite ale Americii⁠(d), Martha McCandles îngrijește o fermă imensă cu ajutorul fiilor ei Jeff, Michael și James. Banda Fain - alcătuită din frații Fain, frații Devries, John Goodfellow, Kid Duffy, Breed O'Brien, Pop Dawson și Trooper - sosesc la fermă, ucid mai mulți angajați și îl răpesc pe Jacob „Little Jake” McCandles, fiul acesteia. Înainte să plece spre Mexic, aceștia cer o răscumpărare de un milion de dolari (30,6 milioane de dolari astăzi).
Martha pune suma cerută într-un seif, iar delegați din Armata Statelor Unite și Texas Rangers⁠(d) se oferă să negocieze cu bandiții. Aceasta decide în schimb să-și trimită soțul înstrăinat - Jacob „Big Jake” McCandles - care hoinărește teritoriile vestice împreună cu câinele său Rough Collie. Michael McCandles, fiul cel mic al familiei, sosește pe o motocicletă și îi anunță ca știe unde sălășluiesc răpitorii. Martha le permite fiilor săi - Michael și James - să-i însoțească pe rangerii dotați cu mașini REO Runabouts. Jake nu este de acord și pornește în căutarea lor alături de prietenul său apaș Sam Sharpnose.
Rangerii texani cad într-o ambuscadă, trei dintre aceștia fiind uciși, iar mașinile lor distruse. Ajuns la fața locului, Jake le permite celor doi fii ai săi să-l însoțească. Relațiile dintre Jake și James sunt încordate din cauza absența sale îndelungate din casa părintească, dar Michael este încântat să-și revadă tatăl și îl impresionează cu abilitățile sale de pistolar⁠(d). John Fain, pretinzând că este doar un biet mesager, întâlnește grupul și îi avertizează că bandiții sunt pe urmele lor. Acesta le spune că tânărul Jake va fi ucis dacă Marele Jake - care nu-și dezvăluie identitatea în timpul conversației - nu se conformează planului lor. Fain le oferă informații suplimentare despre locul în care va avea loc schimbul - orașul Escondero.
Odată sosiți în oraș, grupul se cazează într-un hotel și le întinde o capcană bandiților. În timpul schimbului de focuri, broasca seifului este distrusă, iar aceștia descoperă uluiți că banii au fost înlocuiți cu fragmente de ziare. Ambii băieți cred că Jake a furat banii, dar acesta le reamintește de cei uciși de banda Fain și de fratele lor grav rănit în timpul atacului. De asemenea, le spune că el și Martha au înlocuit banii, refuzând să plătească răscumpărarea.
Pop Dawson întâlnește grupul și îl conduce într-un vechi fort situat în afara orașului pentru a realiza schimbul. Le dezvăluie că Duffy, înarmat cu o pușcă, este ascuns în zonă și îl va ucide pe micul Jake dacă vor încerca să-i urmărească după încheierea schimbului. Marele Jake îl convinge pe Dawson că Michael a fost ucis de bandiți, iar el, James, Sam și câinele său pornesc spre fort. Fain le dezvăluie că el este liderul bandei și reiterează că micul Jake va fi ucis dacă planul nu este respectat. După ce Fain deschide seiful și realizează că a fost înșelat, are loc un schimb de focuri în care Will, fratele liderului, este ucis. În același timp, Michael îl elimină pe Duffy, Sam pe Trooper, iar James îi ucide pe Dawson și O'Brien.
Între timp, Goodfellow îl ucide pe Sam și îl rănește pe câinele lui Jake cu maceta. Îl urmărește pe tânărul Jake până într-un grajd, unde este din nou atacat de câine și în cele din urmă ucis de Marele Jake, rămas fără gloanțe, cu o furcă. John Fain îi încolțește cei doi în fața grajdului, dar Michael îl împușcă în spate. În ultima scenă, Jake își dezvăluie identitatea atât banditului muribund, cât și nepotului său, și pornesc împreună spre casă.

## Distribuție
- John Wayne - Jacob McCandles
- Richard Boone - John Fain
- Maureen O'Hara - Martha McCandles
- Patrick Wayne - James McCandles
- Christopher Mitchum - Michael McCandles
- Bruce Cabot - Sam Sharpnose
- Bobby Vinton - Jeff McCandles
- Glenn Corbett - O'Brien, aka Breed
- John Doucette - căpitanul Buck Duggan
- Jim Davis - Head of lynching party
- John Agar - Bert Ryan
- Harry Carey Jr. - Pop Dawson
- Gregg Palmer - John Goodfellow
- Jim Burk - soldat
- Dean Smith - James William „Kid” Duffy
- Robert Warner - Will Fain
- Jeff Wingfield - Billy Devries
- Everett Creach - Walt Devries
- Roy Jenson - pistolarul din baie
- Virginia Capers - Delilah
- Hank Worden - Hank
- Ethan Wayne - Jake McCandles
- William Walker - Moses Brown
- George Fenneman - Narator
- Tom Hennesy - Mr. Sweet
- Chuck Roberson - ranger texan